# Coupon de la coalition
Le Coupon de la coalition (Coalition Coupon en anglais) est une lettre envoyée aux candidats aux élections générales britanniques de 1918 choisis comme représentants officiels du gouvernement de coalition (en) qui dirige le pays depuis 1916.
Datée du 20 novembre 1918, quelques jours après la fin de la Première Guerre mondiale, la lettre est signée par les deux principaux membres du gouvernement : le Premier ministre libéral David Lloyd George et le chancelier de l'Échiquier conservateur Andrew Bonar Law. Elle apparaît aux yeux des électeurs comme une preuve du patriotisme des candidats l'ayant reçue, tandis que ceux qui ne l'ont pas reçue sont soupçonnés de pacifisme.
Cette lettre donne lieu au surnom d'« élection-coupon » (Coupon Election) pour désigner les élections de 1918. Le terme même de « coupon » est inventé par le chef du Parti libéral, H. H. Asquith, qui reprend de manière péjorative le vocabulaire du rationnement familier pour les Britanniques en temps de guerre.

## Bénéficiaires
Au cours de l'été 1918, des négociations secrètes prennent place entre Freddie Guest, le Chief Whip (whip en chef) des libéraux de la coalition, et George Younger, président du Parti conservateur. Les deux hommes conviennent que 150 libéraux doivent recevoir le soutien du Premier ministre et du chef du Parti conservateur aux prochaines élections générales.
Dans son livre The Downfall of the Liberal Party, Trevor Wilson dénombre 159 candidats libéraux ayant reçu le « coupon ». Quelques-uns sont des libéraux indépendants partisans de  H. H. Asquith contre Lloyd George. 136 libéraux ayant reçu le coupon sont élus, contre seulement 29 ne l'ayant pas reçu.
Le coupon est également envoyé aux travaillistes qui soutiennent la coalition (la plupart ayant été exclus du Parti travailliste officiel), ainsi qu'à quelques membres du Parti travailliste et démocratique national (en), une formation ouvrière et patriotique.
Certains candidats de la coalition reprennent le texte de la lettre dans leur matériel électoral.

## Effet sur les candidats libéraux
Les mémoires de Margaret Cole montrent clairement comment plusieurs députés sortants libéraux et travaillistes ont vu leurs chances de réélection anéanties : faute de recevoir le coupon de la coalition, ils se sont vus soupçonnés d'être anti-guerre ou pacifistes. À l'inverse, les candidats bénéficiant du coupon incarnent l'union nationale et le patriotisme que recherchent des Britanniques las de quatre années de guerre.
Percy Harris (en), député de Harborough depuis 1916, fait partie de ceux qui n'ont pas reçu le coupon, contrairement à son adversaire conservateur : il se rend compte qu'aux yeux des habitants de sa circonscription, cela donne l'impression qu'il a dû faire quelque chose de mal pour que Lloyd George lui refuse son soutien.
Les libéraux indépendants d'Asquith ne conservent ainsi que 13 % de leurs sièges (soit 28 députés) lors du scrutin. Asquith lui-même n'est pas réélu dans la circonscription d'East Fife (en), un siège qu'il occupait sans interruption depuis 1886.